# Karel Michielsen
Karel Michielsen (1918-1996) was een van de drie eerste Engelandvaarders en een van de eerste drie ontvangers van het Bronzen Kruis. Hij was de broer van Erik Michielsen.

## Engelandvaart
Al direct na de capitulatie begonnen twee Leidse studenten, Karel Michielsen en Kees van Eendenburg, plannen te maken om naar Engeland te gaan. Ze zouden gebruik kunnen maken van de tien jaar oude 12-voets jol van de ouders van Kees. Met paard en wagen brachten ze de jol van de Kaag naar het strand, vlak bij Oegstgeest waar de ouders van Kees woonden. Bij vrienden die aan de boulevard woonden werden eten, water en zwemvesten opgeslagen. De Duitsers keken vanaf het terras van Huis ter Duin toe hoe ze wekenlang in zwembroek gehuld oefenden om de jol op te tuigen en door de branding te helpen. Karel was roeier bij de studentenvereniging Njord, en moest de jol door de branding roeien. Als vluchtdatum was 5 juli vastgesteld.
Het was mooi weer in juni en bijna dagelijks werd er geoefend. Fred Vas Nunes, een studievriend, sloot zich bij hen aan. Toen het bericht kwam dat er geen schepen meer op het strand mochten zijn, konden ze de vlucht niet uitstellen. Het was geen goed weer. De Duitsers vroegen nog wat ze gingen doen, maar ze legden uit dat ze, vanwege het nieuwe verbod, de jol naar Scheveningen gingen brengen. Zo mochten ze toch vertrekken, het was precies 5 juli. Toen de Duitsers merkten dat ze niet naar Scheveningen koersten, was het bootje al buiten bereik van hun geweren. Na twee dagen arriveerden ze in Engeland.
Hun jol heette de Bebèk, wat 'eend' betekent. Het is onduidelijk of de jol al die naam had voordat ze vertrokken, maar door Radio Oranje werd het bericht "De bebèk is aangekomen" uitgezonden. Dat was voor een goed verstaander een duidelijke verwijzing naar Van Eendenburg. Na verhoord te zijn kregen ze van de koningin het Bronzen Kruis, dat zij net op 11 juni had ingesteld.

## RAF
Michielsen werd Kort-Verband Vlieger bij de RAF en kreeg zijn opleiding bij de 83 OTU.
Na de oorlog emigreerde hij naar Aldgate, Australië.